# (6775) Giorgini
Pour les articles homonymes, voir Giorgini.
(6775) Giorgini est un astéroïde de la ceinture principale.

## Description
(6775) Giorgini est un astéroïde de la ceinture principale. Il fut découvert le 5 avril 1989 à l'observatoire Palomar par Eleanor Francis Helin. Il présente une orbite caractérisée par un demi-grand axe de 2,68 UA, une excentricité de 0,18 et une inclinaison de 14,1° par rapport à l'écliptique.

## Compléments